# Intèrpret de comandes de Windows
L'intèrpret de comandes de Windows és la interfície gràfica d'usuari del sistema operatiu Microsoft Windows. Els seus elements fàcilment identificables consisteixen en l'escriptori, la barra de tasques, el menú Inici, el selector de tasques i la funció de reproducció automàtica. En algunes versions de Windows, també inclou Flip 3D i els accesos. A Windows 10, la interfície de l'amfitrió de l'experiència de l'intèrpret d'ordres de Windows Shell gestiona elements visuals com el menú Inici, el centre d'acció, la barra de tasques i la vista/cronograma de tasques. Tanmateix, l'intèrpret d'ordres de Windows també implementa un espai de noms d' intèrpret d'ordres que permet als programes informàtics que s'executen a Windows accedir als recursos de l'ordinador a través de la jerarquia d'objectes de l'intèrpret d'ordres. "Escriptori" és l'objecte superior de la jerarquia; a sota hi ha diversos fitxers i carpetes emmagatzemats al disc, així com diverses carpetes especials el contingut de les quals és virtual o creat dinàmicament. Paperera de reciclatge, Biblioteques, Tauler de control, Aquest PC i Xarxa són exemples d'aquests objectes de l'intèrpret d'ordres.
L'intèrpret d'ordres de Windows, tal com es coneix avui dia, és una evolució del que va començar amb Windows 95, llançat el 1995. Està íntimament identificat amb l'Explorador de fitxers, un component de Windows que pot navegar per tot l'espai de noms de l'intèrpret d'ordres.

## Característiques

### Escriptori
L'escriptori de Windows és una finestra de pantalla completa que es representa darrere de totes les altres finestres. Allotja el fons de pantalla de l'usuari i una sèrie d'icones d'ordinador que representen:
- Fitxers i carpetes: Els usuaris i el programari poden emmagatzemar fitxers i carpetes de l'ordinador a l'escriptori de Windows. Naturalment, en una versió recentment instal·lada de Windows, aquests elements no existeixen. Els instal·ladors de programari solen col·locar fitxers coneguts com a dreceres a l'escriptori, permetent als usuaris iniciar el programari instal·lat. Els usuaris poden emmagatzemar documents personals a l'escriptori.
- Carpetes especials: A part dels fitxers i carpetes ordinaris, a l'escriptori poden aparèixer carpetes especials (també conegudes com a "carpetes de shell"). A diferència de les carpetes ordinàries, les carpetes especials no apunten a una ubicació absoluta en un disc dur. Més aviat, poden obrir una carpeta la ubicació de la qual varia d'un ordinador a un altre (per exemple, Documents), una carpeta virtual el contingut de la qual és un agregat de diverses carpetes al disc (per exemple, Paperera de reciclatge o Biblioteques) o una finestra de carpeta el contingut de la qual no són fitxers, sinó elements de la interfície d'usuari representats com a icones per comoditat (per exemple, Xarxa ). Fins i tot poden obrir finestres que no s'assemblen gens a una carpeta (per exemple, Tauler de control).

Windows Vista i Windows 7 (i les versions corresponents de Windows Server) permetien que els gadgets de l'escriptori de Windows apareguessin a l'escriptori.

### Barra de tasques
La barra de tasques de Windows és un element semblant a una barra d'eines que, per defecte, apareix com una barra horitzontal a la part inferior de l'escriptori. Es pot traslladar a les vores superior, esquerra o dreta de la pantalla. A partir de Windows 98, se'n pot canviar la mida. La barra de tasques es pot configurar perquè es mantingui a la part superior de totes les aplicacions o perquè es contragui i s'amagui quan no s'utilitza. Segons la versió del sistema operatiu instal·lat, els elements següents poden aparèixer a la barra de tasques respectivament d'esquerra a dreta:
- Botó Inici: Proporciona accés al menú Inici. Es va eliminar a Windows 8 (però es pot afegir mitjançant programari de tercers), en favor de l'encant Inici (vegeu més avall), només per reinstaurar-se a Windows 8.1. Es representa com un logotip de Windows.
- Menú d'enllaços ràpids: afegit al Windows 8 i al Windows Server 2012. S'invoca fent clic amb el botó dret al botó Inici o prement[4] Dóna accés a diverses funcions de Windows que s'utilitzen amb freqüència, com ara accedir a l'escriptori, Configuració, Processador d'ordres de Windows, Windows Power Shell i Explorador de fitxers.[5]
- Llista de finestres obertes: Al llarg de la barra de tasques, les finestres obertes es representen amb les icones de programa corresponents. I un cop fixades, romandran fins i tot després de tancar les finestres respectives. Fins a Windows 7, el sistema operatiu mostrava les finestres actives com a botons premuts en aquesta llista. A partir de Windows 7, la icona de cada finestra oberta està emmarcada per un quadre translúcid i es pot accedir a diverses finestres obertes per al mateix programa fent clic a la icona del programa. Quan es passa el cursor per sobre de la icona de la finestra oberta amb el ratolí, es mostra una vista prèvia de la finestra oberta a sobre de la icona. Tanmateix, la barra de tasques es pot canviar perquè funcioni més com ho fa amb les versions anteriors de Windows. A partir de Windows 7, les icones de les finestres obertes es poden configurar per mostrar només la icona del programa, anomenada "combinació de botons de la barra de tasques", o per indicar el nom del programa al costat de la icona del programa.
- Dreceres: Una actualització del Windows 95 i del Windows NT 4 va afegir una barra d'inici ràpid que pot contenir dreceres de fitxers, programes i accions, inclosa per defecte l'ordre "mostra l'escriptori". El Windows 7 va fusionar aquesta àrea amb la llista de finestres obertes afegint-hi les funcions de "fixació" i "llista de salts".
- Barres d'eines: Barres d'eines proporcionades per Windows o altres programes per accedir més fàcilment a les funcions d'aquest programa; per a més informació, vegeu Taskbar § Desktop toolbars
- Àrea de notificacions : Permet que els programes mostrin icones que representen el seu estat, així com notificacions emergents associades a aquestes icones. Per defecte, en aquesta àrea es mostren el control de volum de Windows, l'estat de la xarxa, el Centre d'acció, la data i l'hora. El Windows 11 combina el centre de notificacions i el rellotge/calendari en un sol menú.
- Botó "Mostra l'escriptori": Permet als usuaris accedir als seus escriptoris. Es mou de l'esquerra de la barra de tasques com a drecera d'inici ràpid al costat dret com a botó dedicat al Windows 7. Inicialment no és visible al Windows 8. Un cop el cursor del ratolí es manté per sobre durant un segon, fa que totes les finestres siguin transparents sempre que el punter es mantingui sobre el botó, mostrant així l'escriptori sense canviar-hi: aquesta funció requereix Aero. En fer clic al botó, es tanquen totes les finestres obertes i es transfereix el focus a l'escriptori. Si es torna a fer clic abans de seleccionar qualsevol altra finestra, es reverteix l'acció. Aquesta funció també està disponible al Windows 8, 8.1, 10 i 11.
- Vista de tasques: una funció del Windows 10 i 11 que permet a l'usuari visualitzar i gestionar finestres obertes i escriptoris virtuals. La versió 1803 inclou la cronologia, que afegeix la possibilitat de visualitzar i obrir aplicacions utilitzades anteriorment durant un període de temps determinat. Es pot accedir a la vista de tasques prement el botó Vista de tasques a la barra de tasques o prement la tecla Windows + Tabulador al teclat. La cronologia es va eliminar al Windows 11.
- Cortana i cerca: L'usuari pot utilitzar l'assistent virtual Cortana de Microsoft, que permet cerques a Internet, cerques d'aplicacions i funcions al PC i cerques de fitxers i documents. Es pot accedir a Cortana fent clic a la barra de cerca, prement el botó del micròfon, dient "Ei Cortana" o prement la tecla Windows+C del teclat. Les cerques es poden iniciar prement també la barra de cerca o prement la tecla Windows+Q del teclat.
- Centre d'acció: Introduït al Windows 7, el Centre d'acció proporcionava notificacions i consells per millorar el rendiment i la seguretat de l'ordinador. Al Windows 10, el Centre d'acció serveix com a lloc on resideixen totes les notificacions, així com la ubicació dels paràmetres d'ús freqüent, com ara la brillantor de la pantalla, la connectivitat sense fil, les VPN, el Bluetooth, les connexions del projector i les connexions de pantalla sense fil. Substituint els accesos del Windows 8, es pot accedir al Centre d'acció del Windows 10 prement la icona de la bombolla de diàleg a la barra de tasques, prement la tecla Windows+A al teclat o, si s'utilitza una pantalla tàctil, lliscant el dit des de la dreta. Al Windows 11, el Centre d'acció es va eliminar en favor del menú Configuració ràpida i el centre de notificacions. La tecla Windows+A ara obre la Configuració ràpida, mentre que la tecla Windows+N obre el centre de notificacions.
- Widgets: Windows 11 ha introduït una funció de "Widgets" que substitueix la funcionalitat de les tessel·les dinàmiques que es veuen als menús Inici de Windows 8 i 10. En iniciar la sessió amb un compte de Microsoft, l'usuari pot personalitzar la informació que vol veure al tauler Widgets, com ara el temps, les notícies, els esports, els esdeveniments del calendari, etc. Els Widgets no substitueixen els Gadgets d'escriptori que es troben a Windows Vista i Windows 7.
- Configuració ràpida: Un menú de la barra de tasques introduït al Windows 11 que unifica la funcionalitat del Centre d'acció i les icones de la safata del sistema del Windows 10. Es pot accedir a la configuració de xarxa, la bateria i el so fent clic al menú Configuració ràpida, així com a les opcions d'accessibilitat, l'activació/desactivació de Bluetooth, la brillantor de la pantalla, l'Assistència d'enfocament i altres funcions. Els controls de reproducció multimèdia ara es troben al menú Configuració ràpida en lloc d'un menú que surt des del ratolí com al Windows 10.

### Canvi de tasques
El commutador de tasques és una funció present al Windows 3.0 i a totes les versions posteriors de Windows. Permet a l'usuari anar canviant per les finestres d'aplicacions existents mantenint premuda la tecla tecla  i tocant la Tecla. A partir de Windows 95, sempre que Si es prem la tecla , es mostra una llista de finestres actives que permet a l'usuari desplaçar-se per la llista tocant la tecla Tecla. Una alternativa a aquesta forma de commutació és utilitzar el ratolí per fer clic en una part visible d'una finestra inactiva. Tanmateix,    es pot utilitzar per sortir d'una finestra de pantalla completa. Això és particularment útil en videojocs que bloquegen, restringeixen o alteren les interaccions del ratolí per al joc. A partir de Windows Vista, l'escriptori de Windows s'inclou a la llista i es pot activar d'aquesta manera.